# Решетниковский
Решетниковский, Решетников — упразднённый в 1973 году хутор в Белореченском районе Краснодарского края. Ныне территория посёлка Южный Южненского сельского поселения, пригорода города Белореченска.

## История
На 1917 г. хутор Решетников находился в Кубанской области, входил в Майкопский отдел.
В 1932 году был организован Белореченский совхоз № 6, в который были включены 6 хуторов: Решетниковский, Ивановский, Воднинский, Матвеевский и Сергеевский.
В 1937 году Белореченский совхоз № 6 переименован в овощеводческий совхоз № 7 Краснодарского сельскохозяйственного треста пригородных совхозов.
Обозначен на карте РККА 1941 года как Решетников.
28 октября 1958 года решением Краснодарского крайисполкома зарегистрирован посёлок Южный, на месте хутора Решетниковского.
Хутор Решетников был упразднён решением Краснодарского крайисполкома по одним данным 9 февраля 1968 года, по другим данным 09.02.1973

## Инфраструктура
Основа экономики — овощеводство.

## Транспорт
Железнодорожный и автомобильный транспорт.